# 隆水蚤科
隆水蚤科（学名：Oncaeidae）也称隆剑水蚤科，是桡足亚纲歧口水蚤目的一科，是一类在海洋水体生态系统中极为重要的小型桡足类动物，其分布范围极广，从赤道到极地海洋，从海洋表层到深海均有出现。
隆水蚤个体较小, 多数种类成体的大小在600微米以内。截止2020年，隆水蚤科共描述了115种，一般分7个属：
本科包括以下属：
- Archioncaea Böttger-Schnack & Huys, 1997
- Conaea Giesbrecht, 1891
- Epicalymma Heron, 1977
- Monothula Böttger-Schnack & Huys, 2001
- 隆水蚤属 Oncaea Philippi, 1843
- Spinoncaea Böttger-Schnack, 2003
  - Spinoncaea humesi Böttger-Schnack, 2003
  - Spinoncaea ivlevi (Shmeleva, 1966)
  - Spinoncaea tenuis Böttger-Schnack, 2003
- 三锥水蚤属 Triconia Böttger-Schnack, 1999

由于研究时采样多来自深度200米以浅的真光层，以及“网目效应”(mesh size effect) 的影响，该科部分物种可能还未被发现。